# Mávátko
Mávátko je dřevěná tyčka několik desítek centimetrů dlouhá, na kterém je zpravidla papírová ozdoba ve formě různobarevných střapců (z krepového papíru), případně květin, sluníčka apod. sloužící k radostnému mávání. Mávátka byla v době socialismu neodmyslitelnou součástí prvomájových průvodů, kdy je nosily zejména děti. Mávatka se v té době také užívala při hromadném vítání oficiálních státních návštěv.
Podle lingvistického článku z roku 1958 tomu nebylo déle než dva roky předtím, co se objevilo zcela nové slovo „mávátko“. přípona -tko z něj činí název prostého, jednoduchého prostředku mávání, provázený typickým, poněkud důvěrným odstínem, který je odrazem toho, že některá slova na -tko si zachovávají zdrobnělý význam.
Jaromír Nohavica v lednu 1981 napsal písničku Mávátka, jejíž refrén zní: „Dejte mi do ruky mávátko a řekněte jak volat sláva, já už si najdu ten správný směr a budu mávat mávat mávat“. Původně jen pro sebe a nejbližší přátele, protože veřejně s ní pochopitelně vystupovat nemohl, a i v druhé polovině 80. let ji hrál jen zřídka, aby neohrozil pořadatele akcí.
Nejběžnějším aktuálním významem slova mávátko je jeden z vyráběných typů hraček pro kočky. Mávátko je také název farního časopisu pražské farnosti u sv. Matěje, odvozený ze zasvěcení farního kostela sv. Matěje a klášterního kostela sv. Václava připadajícího k farnosti.